# Holdfast Point
Holdfast Point är en udde i Antarktis. Den ligger i Västantarktis. Argentina, Chile och Storbritannien gör anspråk på området.
Terrängen inåt land är varierad. Havet är nära Holdfast Point åt sydväst.  Trakten är glest befolkad. Närmaste befolkade plats är Detaille Island (Base W) /Brit./, 11,3 kilometer sydväst om Holdfast Point.